# Magnus Gertten
Magnus Gösta Gertten, ursprungligen von Gertten, född 6 december 1953 i Limhamn i Skåne, är en svensk regissör, filmproducent och manusförfattare. Han är bror till dokumentärfilmaren Fredrik Gertten.
Gertten var i sin ungdom medlem i rockbandet Sieben Slips. Han debuterade som filmare 1998 med filmen Blådårar och har sedan dess regisserat ett femtontal filmer och är därmed en av film-Sveriges mest produktiva dokumentärfilmare. Han är bland annat känd för dokumentären Tusen bitar om Björn Afzelius.
Han är verksam som regissör, producent och manusförfattare och driver produktionsbolaget Auto Images i hemstaden Malmö. Gertten har tidigare varit verksam som journalist på Sveriges Television och Sveriges Radio, där han till stor del ägnade sig åt musikjournalistik.
Han nominerades till en Guldbagge 2005 för Gå loss. och för Every Face Has a Name 2015.
År 2015 tilldelades han Eric Forsgrens dokumentärfilmpris 

## Filmografi
Regi
- 1998 – Blådårar
- 1999 – Sjung ingen lovsång
- 2001 –  Far till staden (om Eric Svenning, tillsammans med Stefan Berg)
- 2002 – En doft av choklad
- 2002 – Blådårar 2
- 2003 – Solisten
- 2004 – Gå loss
- 2005 – Rolling Like a Stone
- 2006 – Mitt hjärtas Malmö – volym 3 1961-1974
- 2008 – Long Distance Love
- 2008 – Solen i ögonen
- 2011 – Hoppets hamn
- 2014 – Tusen bitar
- 2015 – Every Face Has a Name
- 2016 – Den unge Zlatan
- 2020 – Endast djävulen lever utan hopp
- 2022 – Nelly & Nadine
- 2023 – Somliga går med trasiga skor

Manus
- 1998 – Blådårar
- 2005 – Rolling Like a Stone
- 2008 – Long Distance Love
- 2008 – Solen i ögonen
- 2011 – Hoppets hamn
- 2014 – Tusen bitar
- 2015 – Every Face Has a Name
- 2016 – Den unge Zlatan
- 2020 – Endast djävulen lever utan hopp
- 2022 – Nelly & Nadine

Producent
- 1998 – Blådårar
- 1999 – Sjung ingen lovsång
- 2001 – Far till staden
- 2002 – En doft av choklad
- 2002 – Blådårar 2
- 2003 – Solisten
- 2004 – Gå loss
- 2005 – Rolling Like a Stone
- 2006 – Mitt hjärtas Malmö – volym 3 1961-1974
- 2007 – Stå ut
- 2008 – Ernst-Hugo
- 2008 – Long Distance Love
- 2008 – Min morbror tyckte mycket om gult
- 2010 – Armadillo (medproducent)
- 2010 – Drömmarna på taket
- 2011 – Hoppets hamn
- 2011 – Jag är sån här. En film om Sten Broman
- 2012 – The Punk Syndrome (medproducent)
- 2012 – Till ungdomen (medproducent)
- 2012 – Troll (medproducent)
- 2014 – Once I Dreamt of Life (medproducent)
- 2015 – Every Face Has a Name